# Patrick Swayze
Patrick Wayne Swayze (Houston (Texas), 18 augustus 1952 – Los Angeles (Californië), 14 september 2009) was een Amerikaans acteur, danser en singer-songwriter.

## Levensloop
Zijn moeder, Patsy Swayze, was een bekende choreografe, die onder meer de choreografie voor Urban Cowboy, Thelma & Louise en Letters from a Killer op haar naam heeft staan. Swayze doorliep zijn schooltijd en al gauw bleek dat zowel dansen als acteren hem in het bloed zat. Met zijn moeder als eerste danslerares en een vader die hem aanmoedigde veel aan sport te blijven doen, begaf de jonge Patrick zich al snel op het toneel als danser, maar ook als acteur. Daarnaast was hij lid van het turnteam van zijn universiteit.
Hij nam onder andere les bij de Houston Jazz Ballet Company, Harkness Ballet Theater School (New York) en Joffrey Ballet Company. Uiteindelijk sloot hij zich aan als danser bij Eliot Feld Ballet Company. Door de rol van Danny Zuko in de Broadwayproductie Grease, die al eerder John Travolta bekendheid had gegeven, was voor Swayze de opening naar Hollywood gemaakt. Op 12 juni 1975 huwde hij de danseres, actrice en tekstschrijfster Lisa Niemi.
Swayze werd vooral bekend door zijn rol van dansleraar in Dirty Dancing. Ook nam hij een nummer voor de soundtrack van de film op. De ballad She's Like the Wind werd een top 10-hit. Daarvoor had hij een hoofdrol in de televisieserie North and South, over de Amerikaanse Burgeroorlog.
Op 5 maart 2008 werd door een woordvoerder van Swayze bekendgemaakt dat hij alvleesklierkanker had. De woordvoerder ontkende dat de acteur nog maar kort te leven zou hebben. Swayze reageerde op dat moment goed op de behandeling en kon zijn dagelijkse werkzaamheden voortzetten. Zijn toestand verslechterde echter en anderhalf jaar later, op 14 september 2009, overleed Swayze op 57-jarige leeftijd.

## Filmografie
- Skatetown, U.S.A. (1979) - Ace Johnson
- The Comeback Kid (Televisiefilm, 1980) - Chuck
- M*A*S*H Televisieserie - Soldaat Gary Sturgis (Afl., Blood Brothers, 1981)
- Return of the Rebels (Televisiefilm, 1981) - K.C. Barnes
- The Renegades (1982) (Televisiefilm, 1982) - Bandit
- The Outsiders (1983) - Darrel 'Darry' Curtis
- Staying Alive (1983) - Danser/Figurant (Niet op aftiteling)
- Uncommon Valor (1983) - Kevin Scott
- The Renegades Televisieserie - Bandit (1983)
- Pigs vs. Freaks (Televisiefilm, 1984) - Doug Zimmer
- Grandview, U.S.A. (1984) - Ernie 'Slam' Webster
- Red Dawn (1984) - Jed
- North and South (Mini-serie, 1985) - Orry Main
- Youngblood (1986) - Derek Sutton
- North and South, Book II (Mini-serie, 1986) - Orry Main
- Amazing Stories Televisieserie - Eric David Peterson (Afl., Life on Death Row, 1986)
- Dirty Dancing (1987) - Johnny Castle
- Steel Dawn (1987) - Nomad
- Tiger Warsaw (1988) - Chuck 'Tiger' Warsaw
- Road House (1989) - James Dalton
- Next of Kin (1989) - Truman Gates
- Ghost (1990) - Sam Wheat
- Saturday Night Live Televisieserie - Presentator (Afl., Patrick Swayze/Mariah Carey, 1990)
- Point Break (1991) - Bodhi
- Amazing Stories: Book Three (Video, 1992) - Eric David Peterson (Segment 'Life on Death Row')
- City of Joy (1992) - Max Lowe
- Father Hood (1993) - Jack Charles
- Tall Tale (1995) - Pecos Bill
- To Wong Foo Thanks for Everything, Julie Newmar (1995) - Vida Boheme
- Three Wishes (1995) - Jack McCloud
- Black Dog (1998) - Jack Crews
- Letters from a Killer (1998) - Race Darnell
- Forever Lulu (2000) - Ben Clifton
- Green Dragon (2001) - Gunnery Sergeant Jim Lance
- Donnie Darko (2001) - Jim Cunningham
- Waking Up in Reno (2002) - Roy Kirkendall
- One Last Dance (2003) - Travis MacPhearson
- 11:14 (2003) - Frank
- Whoopi Televisieserie - Tony (Afl., The Last Dance, 2004)
- Dirty Dancing: Havana Nights (2004) - Dansinstructeur
- George and the Dragon (2004) - Garth
- King Solomon's Mines (Televisiefilm, 2004) - Allan Quatermain
- Icon (Televisiefilm, 2005) - Jason Monk
- Keeping Mum (2005) - Lance
- The Fox and the Hound 2 (DVD, 2006) - Cash
- Jump! (2007) - Richard Pressburger
- Christmas in Wonderland (2007) - Wayne Saunders
- Powder Blue (2009) - Velvet Larry
- The Beast Televisieserie - Charles Barker (13 afl., 2009)